# Microcriminalità
La microcriminalità indica i piccoli crimini o crimini di minore gravità come scippi, borseggi, piccoli furti, vandalismo in genere o crimini più rilevanti compiuti da minorenni o da individui di giovane età, eventualmente anche con uso di armi.
Fenomeni come il bullismo e il vandalismo hanno sempre favorito l'accrescimento della violenza fra i più giovani. Bisogna però precisare che la microcriminalità che si viene a formare, nei paesi mediamente miseri in cui c'è una forte disoccupazione o nelle periferie povere delle metropoli, è diversa dalla microcriminalità fatta da adolescenti che si trovano in condizioni agiate. Rispetto a quest'ultimo infatti, il primo tipo di microcriminalità, solitamente è effettuata da minori, che avendo problemi familiari e trovandosi in condizioni di povertà, o essendo già figli di malviventi, si riuniscono in bande, al cui vertice c'è spesso un capobanda o una figura principale.
Alcune di queste bande sono riunite con un sistema gerarchico, risultando delle vere e proprie organizzazioni criminali con diramazioni nel mondo.